# M·J·锡顿
迈克尔·J·锡顿（英語：Michael J. Seaton，1923年1月16日—2007年5月29日），英国天文学家、数学家、原子物理学家。曾担任英国皇家天文学会主席。锡顿有“原子天文物理学之父”的称号（“Father of the Atomic Astrophysics”）。

## 生平
1923年1月16日，锡顿出生于英格兰西南部的布里斯托尔。早年曾在英格兰东南部的薩里郡接受教育，曾就读于沃尔灵顿县中学（缩写：WCGS）。中学时期因为化学成绩突出，曾获得很多奖项。
1941年至1946年，锡顿在英国皇家空军服役，期间经历第二次世界大战，并获得空军上尉军衔。锡顿曾服役于英国皇家空军轰炸指挥部，并指挥驾驶过著名的兰开斯特轰炸机。锡顿并加入了皇家空军的精英作战队。锡顿在服役时已展现出杰出的数学及计算才能。
退役后，锡顿进入伦敦大学学院（伦敦大学旗下的UCL）学习。锡顿以仅两年时间获得物理学学士学位，并获得一等荣誉学位。锡顿继而在伦敦大学学院攻读物理学，并于1951年取得博士学位。博士生研究期间，锡顿已在量子破缺理论领域取得成果。
1954年至1955年，锡顿在法国巴黎天体物理研究所从事研究。回到英国伦敦后，锡顿在伦敦大学学院物理系从教。1959年，锡顿成为伦敦大学学院物理系的教授（Reader，英国的Reader相当于美国高校学术等级中的“Professor”）。1972年，成为伦敦大学学院院士（Fellow）。当伦敦大学学院的物理系和天文系合并后，锡顿成为教授和系主任（英国的Professor相当于美国高校学术等级中的“Chair Professor”，即主任教授）。1988年后，锡顿是伦敦大学学院的荣誉退休教授和荣誉研究院士（Honorary Research Fellow）。
1964年，锡顿担任位于美国科罗拉多州的博尔德的实验天体物理联合研究所（Joint Institute for Laboratory Astrophysics，简称：JILA）的兼任高级研究人员（Fellow）。JILA是美国国家标准局和科罗拉多大学博尔德分校的联合实验室。

## 荣誉
- 英国物理学会会士
- 英国皇家天文学会会士
- 美国物理学会荣誉会士
- 1967年，获选英国皇家学会院士。
- 1983年，美国天文学会荣誉会士。
- 1986年，美国科学院外籍院士。
- 1979年和1981年，二度出任英国皇家天文学会主席。
- 1983年，获得英国皇家天文学会金质奖章（英国皇家天文学会的最高奖）。
- 1984年，获得英国物理学会的古斯瑞奖章（Guthrie Medal and Prize）。
- 1992年，获得英国皇家学会的休斯奖章（Hughes Medal）。